# Tomnatek (Hunyad megye)
Tomnatek, román nyelven Tomnatec falu Romániában, Erdélyben, Hunyad megyében.

## Fekvése
Körösbányától északkeletre, Felsőbulzesdtől délkeletre fekvő település.

## Története
Tomnatek nevét 1523-ban említette először oklevél Thomnesth néven. Későbbi névváltozatai: 1733-ban Tomnateg, 1750-ben Tomnatek, 1808-ban Tomnátek, Dammdorf, Dámne Za, 1913-ban Tomnatek néven említették a forrásokban.
1850-ben 1056 román, 2 cigány lakosa volt. 1910-ben 1060 lakosából 1057 román, 3 egyéb nemzetiségű volt. Az 1966-os adatok szerint 127, 1977-ben 133, 1992-ben 50, és a 2002-es népszámlálási adatok szerint 24 román lakosa volt a településnek.
A trianoni békeszerződés előtt Hunyad vármegye Körösbányai járásához tartozott.

## Nevezetességek
- 1842-ben épült ortodox fatemplom